# آتسوگی، کاناگاوا
آتسوگی در استان کاناگاوا در کشور ژاپن  واقع شده است  که دارای جمعیت ۲۲۵٬۱۶۳ نفر و مساحت ۹۳٫۸۳ کیلومتر مربع با تراکم جمعیت ۲٬۴۰۰  نفر در کیلومترمربع است و در تاریخ ۱ فوریه ۱۹۵۵ به عنوان شهر شناخته شد.